# Centre sportif Lacroix-Dutil
Le Centre sportif Lacroix-Dutil est une infrastructure sportive situé à Saint-Georges dans la région Chaudière-Appalaches au Québec (Canada). Il comprend un aréna abritant deux patinoires, la glace Canam comprenant 2 462 sièges et la glace Manac munie de 250 sièges, ainsi que des installations extérieures incluant un terrain de balle, un pavillon, des terrains de tennis, des modules de jeux et deux piscines extérieures. L'aréna est le domicile du Cool FM 103,5 de Saint-Georges de la Ligue nord-américaine de hockey (LNAH) qui évolue sur la glace Canam.
De plus, des évènements périodiques comme l'Expo-Habitat de la Beauce s'y tiennent.

## Histoire
Le centre sportif est inauguré officiellement le 16 février 1969 et est alors appelé le Palais des Sports. En 1999 l'édifice est agrandi avec ajout de 700 sièges à un coût de 739 500 $CAN et prend le nom de Centre sportif Lacroix-Dutil. 
En 2012 un autre agrandissement au coût estimé de 10 180 000 $CAN ajoute la deuxième patinoire,.
Cette deuxième glace ajoutée est un vieux projet ayant pris naissance dans les années soixante-et-dix.
Les Jaros de la Beauce ont évolué au Palais des Sports durant leur existence.

## Galerie

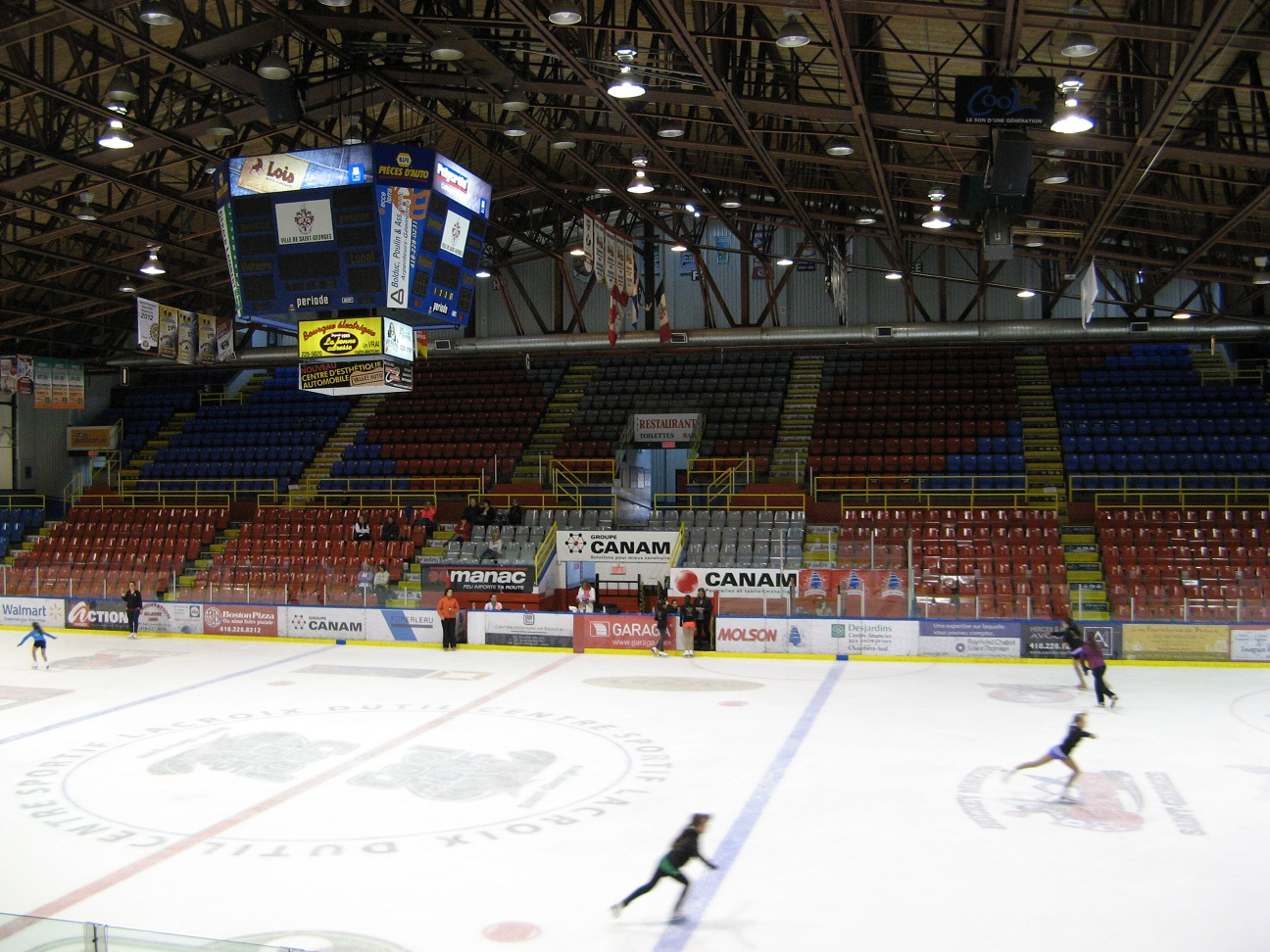
Intérieur du Centre sportif Lacroix-Dutil en avril 2013